# Joseph Poncet
Joseph Eugène Poncet, né le 11 octobre 1791 à Avignon (Vaucluse) et mort le 15 décembre 1866 à Agen (Lot-et-Garonne), est un homme politique français, député de Vaucluse.

## Biographie
Il intègre le quatrième régiment des gardes d'honneur en 1813, et participe notamment aux combats à Leipzig. Cela lui vaudrait la Légion d'honneur, en 1814. Licencié de l'armée sous la Restauration, il s'installe comme commerçant à Avignon, sa ville natale. Il devient juge au tribunal de commerce (1832-1833), puis président de ce même tribunal à plusieurs reprises.

## Carrière politique
Élu conseiller municipal de 1834 à 1837, il est 1er adjoint à la mairie d'Avignon. Sa carrière politique se poursuit en tant que député de Vaucluse de 1837 à 1840. C'est en 1843 qu'il retrouve un mandat local, jusqu'en 1847, où il est démis de ses fonctions de maire d'Avignon. Il retrouve ce poste après le coup d'état du 2 décembre 1851, qu'il occupe jusqu'en 1853.